# Guerra Turco-Portuguesa

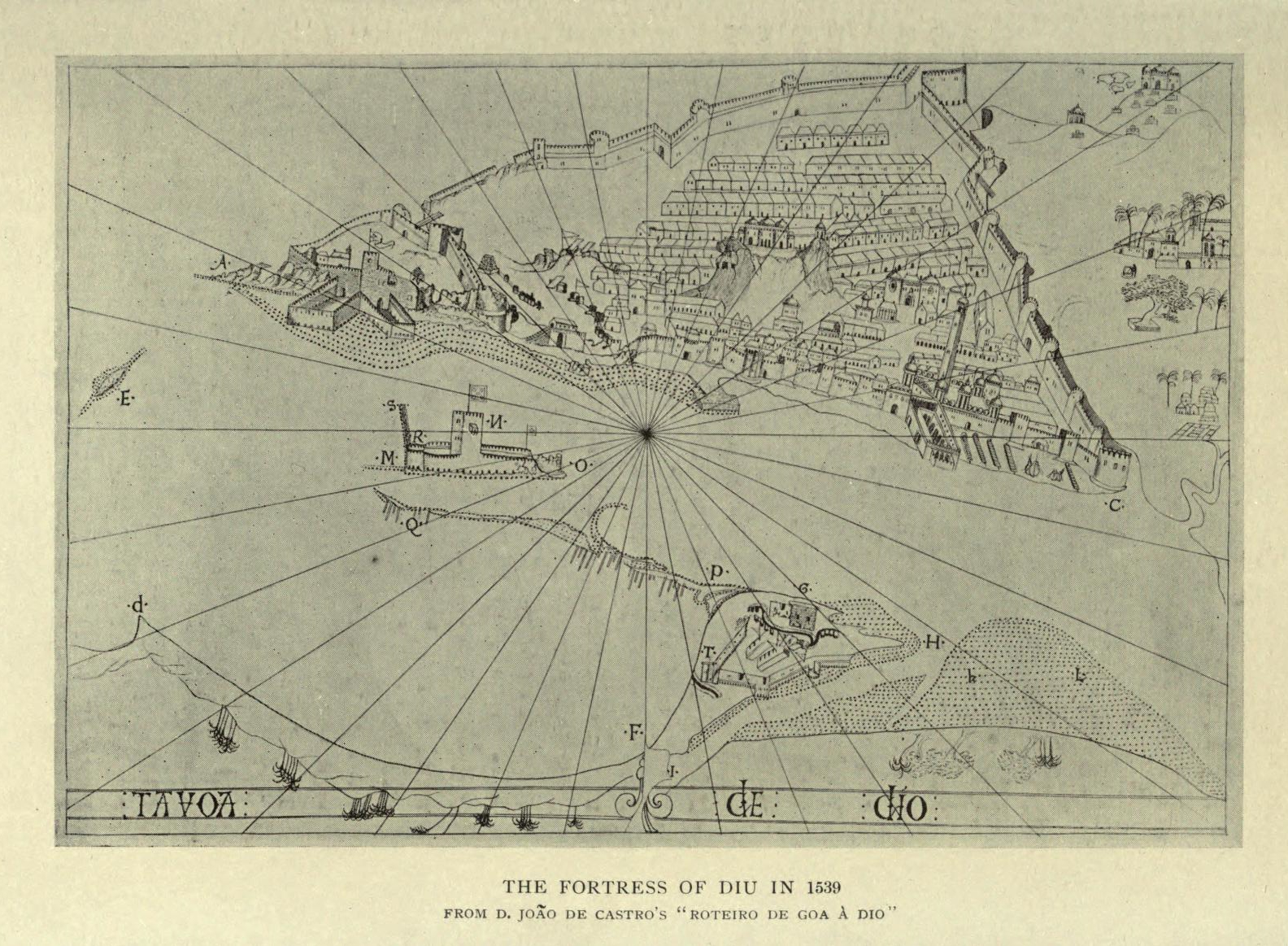
A fortaleza portuguesa de Diu, na Índia, sendo atacada pelos otomanos em 1538.

A Guerra Turco-Portuguesa (1538 a 1559) foi um período de conflito durante a rivalidade otomano-portuguesa e uma série de recontros militares armados entre o Império Português e o Império Otomano, juntamente com aliados regionais no Oceano Índico, Golfo Pérsico e Mar Vermelho.

## Principais conflitos
- Cerco de Diu, 1538
- Campanha de Suez, 1541
  - Batalha de Suaquém (1541),
  - Ataque a Gidá (1541),
    - Foi a última tentativa dos portugueses de capturar a cidade.[1]

  - Batalha de Tor (1541),
    - Confronto militar ocorrido em 1541, entre as forças portuguesas sob o comando do Governador da Índia Dom Estevão da Gama e as do Império Otomano então na cidade de Tor, na Península do Sinai. Os turcos foram expulsos da cidade, mas a pedido dos monges cristãos do Mosteiro de Santa Catarina, os portugueses pouparam a cidade de ser saqueada e celebraram uma missa e uma cerimônia de cavalaria. Nela foram armados cavaleiros vários militares portugueses, entre eles D. Luís de Ataíde, que depois se destacaria na batalha de Mühlberg e na guerra geral da Índia. Está entre os episódios mais célebres da história de Portugal, e considerado um dos maiores feitos de cavalaria da história; o evento foi posteriormente celebrado em toda a Europa.[2]

  - Batalha de Suez (1541)
- Campanha etíope, 1541-1543
  - As tropas etíopes cristãs consistiam nos Amhara, depois seus aliados, os tigrínios e os agaus, e no final da guerra, apoiados por algumas centenas de mosqueteiros portugueses. Enquanto as forças de Adal eram principalmente harlas e somalis, bem como afares, argobas, hadias e atiradores turcos e árabes. Ambos os lados às vezes viam os mercenários maias se juntarem a suas fileiras.[3][4][5]
- Revolta de Adem, 1548
  - O objetivo da segunda expedição era restaurar a autoridade otomana no Mar Vermelho e no Iêmen. O novo almirante era Piri Reis, que já havia apresentado seu mapa-múndi a Selim. Ele recapturou Aden em 1548, havia se revoltado contra a autoridade otomana, garantindo assim o Mar Vermelho.[6]
- Cerco de Catifa, 1551
- Expedição de Piri Reis, 1552
- Batalha do Estreito de Ormuz, 1553
- Batalha do Golfo de Omã, 1554
- Campanha do Mar Vermelho, 1556
  - No início de 1556, duas galeras portuguesas sob o comando de João Peixoto navegaram no Mar Vermelho para coletar informações sobre os preparativos otomanos em Suez. Tendo encontrado tudo tranquilo lá, ele partiu para a cidade de Suakin, onde chegou uma noite. Encontrando a cidade adormecida, Peixoto desembarcou com seus homens e matou muitos, inclusive o governante, e capturou considerável despojo. Ele partiu no dia seguinte e, mantendo-se perto da costa, saqueou várias cidades a caminho de Goa.[7]
- Cerco do Barém, 1559
- Batalha da Ilha do Camarão, 1560
  - Em 1560 o corsário turco Sefer Reis capturou dois navios de guerra portugueses pela Ilha do Camarão no Mar Vermelho.[8]

## Resultado

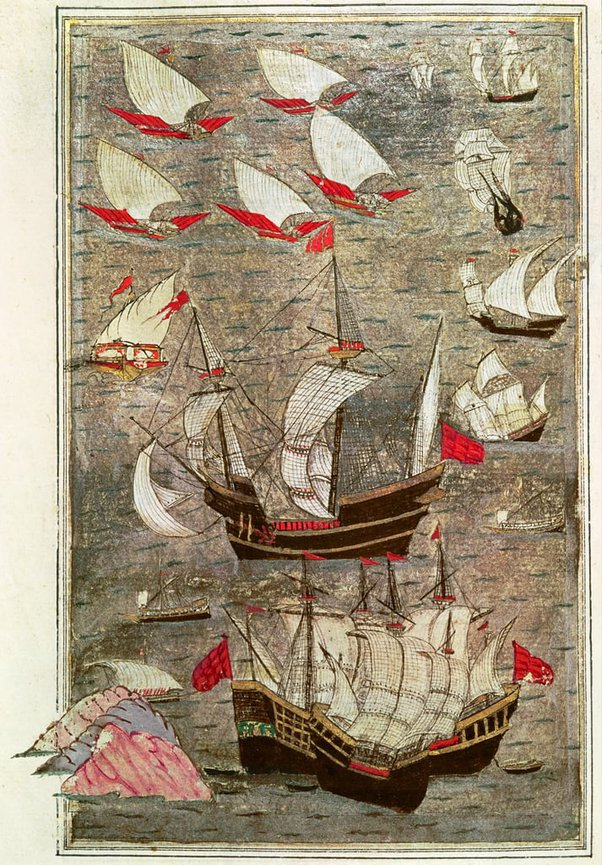
Frota otomana no Oceano Índico no século XVI.

Os objetivos otomanos originais de impedir a dominação portuguesa no oceano e ajudar os senhores muçulmanos indianos não foram alcançados. Isto apesar do que um autor chamou de "vantagens esmagadoras sobre Portugal", pois o Império Otomano era mais rico e muito mais populoso que Portugal, professava a mesma religião que a maioria das populações costeiras da bacia do Oceano Índico e as suas bases navais estavam mais próximas de o teatro de operações.
Por outro lado, o Iêmen, assim como a margem oeste do Mar Vermelho, correspondendo aproximadamente a uma estreita faixa costeira do Sudão e da Eritreia, foram anexados por Özdemir Pasha, o vice de Hadim Suleiman Pasha. Mais três províncias na África Oriental foram estabelecidas: Massawa, Habesh (Abissia) e Sawakin (Suakin). Os portos ao redor da Península Arábica também foram protegidos.
Com seu forte controle do Mar Vermelho, os otomanos conseguiram disputar com sucesso o controle das rotas comerciais para os portugueses e mantiveram um nível significativo de comércio com o Império Mogol ao longo do século XVI.
Às vezes, a assistência otomana a Aceh (em Sumatra, Indonésia), em 1569, também é considerada parte dessas expedições. No entanto, essa expedição não foi uma expedição militar.
Sabe-se que Sokollu Mehmed Pasha, grão-vizir do império entre 1565 e 1579, havia proposto um canal entre o Mediterrâneo e o Mar Vermelho. Se esse projeto pudesse ser realizado, seria possível para a marinha passar pelo canal e, eventualmente, entrar no Oceano Índico. No entanto, este projeto estava além das capacidades tecnológicas do século XVI. O Canal de Suez só foi aberto três séculos depois, em 1869, pelo amplamente autônomo Khedivate do Egito.
Incapazes de derrotar decisivamente os portugueses ou ameaçar sua navegação, os otomanos se abstiveram de outras ações substanciais, optando por abastecer os inimigos portugueses como o Sultanato de Aceh, e as coisas voltaram ao Status quo ante bellum. Os portugueses, por sua vez, reforçaram seus laços comerciais e diplomáticos com a Pérsia Safávida, um inimigo do Império Otomano. Uma trégua tensa foi gradualmente formada, em que os otomanos foram autorizados a controlar as rotas terrestres para a Europa, mantendo assim Basra, que os portugueses estavam ansiosos para adquirir, e os portugueses foram autorizados a dominar o comércio marítimo para a Índia e a África Oriental. Os otomanos então mudaram seu foco para o Mar Vermelho, para o qual haviam se expandido anteriormente, com a aquisição do Egito em 1517 e Aden em 1538.